# Ásbjörn Óttarsson
Ásbjörn Óttarsson (* 16. November 1962 in Reykjavík) ist ein isländischer Politiker (Unabhängigkeitspartei).
Ásbjörn Óttarsson war als Seemann, Reeder und Geschäftsmann in der fischverarbeitenden Industrie tätig. Seit 1998 war er Vorsitzender des Gemeinderats von Snæfellsbær. 2009 wurde in den isländischen Medien thematisiert, dass er in dieser Funktion an einem umstrittenen Vertrag mit der Firma Iceland Glacier Products beteiligt war, durch welche diese für 95 Jahre exklusive Rechte am Wasser aus Quellen unter dem Snæfellsjökull erhielt. Von 2009 bis 2013 war Ásbjörn Óttarsson Abgeordneter des isländischen Parlaments Althing für den Nordwestlichen Wahlkreis. Er gehörte dem parlamentarischen Ausschuss für das Budget an, von 2009 bis 2011 auch dem Ausschuss für Transport und Kommunikation.